# Bataille d'Haspres
Première Guerre mondiale
Batailles
Front d'Europe de l’Ouest
- Liège (8-1914)
- Namur (8-1914)
- Frontières (8-1914)
- Anvers (9-1914)
- Grande Retraite (9-1914)
- Marne (9-1914)
- Course à la mer (9-1914)
- Yser (10-1914)
- Messines (10-1914)
- Ypres (10-1914)
- Givenchy (12-1914)
- 1re Champagne (12-1914)
- Hartmannswillerkopf (1-1915)
- Neuve-Chapelle (3-1915)
- 2e Ypres (4-1915)
- Colline 60 (4-1915)
- Artois (5-1915)
- Festubert (5-1915)
- Quennevières (6-1915)
- Linge (7-1915)
- 2e Artois (9-1915)
- 2e Champagne (9-1915)
- Loos (9-1915)
- Verdun (2-1916)
- Redoute Hohenzollern (3-1916)
- Hulluch (4-1916)
- 1re Somme (7-1916)
- Fromelles (7-1916)
- Arras (4-1917)
- Vimy (4-1917)
- Chemin des Dames (4-1917)
- 3e Champagne (4-1917)
- 2e Messines (6-1917)
- Passchendaele (7-1917)
- Cote 70 (8-1917)
- 2e Verdun (8-1917)
- Malmaison (10-1917)
- Cambrai (11-1917)
- Bombardements de Paris (1-1918)
- Offensive du Printemps (3-1918)
- Lys (4-1918)
- Aisne (5-1918)
- Bois Belleau (6-1918)
- 2e Marne (7-1918)
- 4e Champagne (7-1918)
- Château-Thierry (7-1918)
- Le Hamel (7-1918)
- Amiens (8-1918)
- Cent-Jours (8-1918)
- 2e Somme (9-1918)
- Bataille de la ligne Hindenburg
- Meuse-Argonne (10-1918)
- Cambrai (10-1918)

Front italien
Front d'Europe de l’Est
Front des Balkans
Front du Moyen-Orient
Front africain
Bataille de l'Atlantique
La bataille d'Haspres a eu lieu le 25 août 1914 à la jonction des phases de la bataille des Frontières et de la Grande Retraite.

## Préambule
Le 3 août 1914, la guerre est déclarée. Dès le lendemain, les Allemands appliquent le plan Schlieffen, violant la neutralité de la Belgique et du Luxembourg et foncent dans les Ardennes belges. 

Le 12 août ils sont à Huy, le 16 ils occupent les passages de la Meuse, de Namur à Liège, le 21 août ils prennent Charleroi et Mons.
Le 22 août, ils arrivent dans le Valenciennois et foncent sur Cambrai.

## Avant la bataille
Le 23 août  le régiment occupe des positions dans le secteur de Condé-sur-l'Escaut et Vieux-Condé.
Le 24 août les territoriaux reçoivent leur baptême du feu et sont contraints sous la pression allemande de se replier sur Valenciennes.
Dans la nuit du 24 au 25 août, les compagnies du 26e régiment d'infanterie territoriale se regroupent et reçoivent l’ordre de se porter sur Haspres. Elles sont bientôt rejointes par des fragments de la 84e division d'infanterie.
Le 25 août 1914, au lever du jour, les premiers Allemands de l'armée Von Kluck, venant de Douchy-les-Mines, se glissent sur la rive gauche de la Selle, empruntent le chemin de Noyelles-sur-Selle, et tirent quelques salves de fusil, en se dirigeant sur Haspres.

## Forces en présence

### Forces françaises
- 84e division d'infanterie territoriale
  - 167e brigade d'infanterie – général Paul André Marie Roederer
    - 25e régiment d'infanterie territorial
    - 26e régiment d'infanterie territorial

  - 168e brigade d'infanterie – colonel Victor Amédée d'Harcourt[1],[2]
    - 8e compagnie du 27e régiment d'infanterie territorial
    - 28e régiment d'infanterie territorial

  - 44e régiment d'artillerie territorial

## La bataille
Le 25 août 1914, vers 6 heures, une section cycliste allemande venant de la route de Denain, pénètre dans Haspres, 35 Pépères du 26e régiment d'infanterie territoriale qui arrivent de Valenciennes sont tués lors de cet accrochage. Les Allemands poursuivent leur progression vers Saulzoir.
Un peu plus tard, le gros des forces de la 84e division d'infanterie territoriale arrive dans le bourg en partie en flamme au sud, qui n'est plus occupé par les Allemands.
Sous la houlette du colonel d'Harcourt et du lieutenant colonel Le Saux, le village est mis en état de défense. Les routes Douchy-les-Mines – Haspres et Monchaux-sur-Écaillon - Haspres deviennent des lignes de résistance.
Les officiers aperçoivent dans leur jumelle des patrouilles de cavalerie allemande dans les bois situés au nord. Le 2e bataillon du 26e attaque dans cette direction et progresse de 500m, la ligne de tirailleurs avance encore de 50m et tire en direction des cavaliers mais est rapidement stoppée par des tirs de mitrailleuses positionnées dans les bois. Les troupes françaises se maintiennent sur leur position malgré les tirs de mitrailleuses et les tirs de 77 fusants de l'artillerie allemande et les pertes de plus en plus importantes. Le capitaine Baumann, commandant la 5e compagnie est tué.
Sur la route de Douchy-les-Mines, la situation du 1er bataillon est de plus en plus difficile, le bataillon est aussi fortement engagé, le capitaine Debeauve tombe mort. La position est débordée par le Nord-Ouest.
Le colonel d'Harcourt donne l'ordre de repli sur le bourg d'Haspres puis sur Saulzoir.
Devant la rapidité de la progression allemande, les territoriaux  se replient sur les hauteurs de Villers-en-Cauchies et du bois de Saulzoir. Courant à découvert, essayant de se cacher parmi les gerbes de blé, vêtus d'uniformes trop voyants (trellis blanc-bleu) ils sont des cibles idéales pour les Allemands cachés dans les talus. Le train régimentaire réussi avec difficulté à se replier à temps sur Solesmes.
Le colonel d'Harcourt surpris par un groupe de uhlans est fait prisonnier. Le lieutenant-colonel le Saux dirige son régiment vers Solesmes, réquisitionne une voiture et y prend place avec le lieutenant d'approvisionnement Lacombe part à la recherche d'éléments égarés. Ces deux officiers sont surpris par une patrouille de uhlans allemands à Saint-Python et conduits en captivité.
Au cours du repli, les bataillons du 26e RIT font retraite de façon dispersée. Ainsi un détachement de 170 hommes aux ordres du capitaine Provot arrive à atteindre Solesmes tandis qu'une autre partie du régiment sous les ordres du capitaine Thepenier fait retraite en direction de Cambrai.
Lors du combat, la 8e compagnie du 27e régiment d'infanterie territorial perd à Haspres 15 sous-officiers et 180 soldats.

## Après la bataille
Dans l'après-midi de ce 25 août 1914, les officiers allemands enferment 17 otages, à titre de représailles préventives, libérés dans la soirée. Le 26 août 1914 représente la première de ce que seront les innombrables journées que compteront les quatre années d'occupation allemande. 